# Велвендос (дим)
Велвендос (греч. Δήμος Βελβεντού) — община (дим) в Греции. Административно относится к периферийной единице Козани в периферии Западная Македония. Население 3448 человек по переписи 2011 года. Площадь 127,105 квадратного километра. Плотность 27,13 человека на квадратный километр. Административный центр — Велвендос. Димархом на местных выборах 2019 года избран Эммануил Стерью (Εμμανουήλ Στεργίου).
Община Велвендос создана в 1985 году (ΦΕΚ 169Α). В 2010 году (ΦΕΚ 87Α) по программе «Калликратис» создана община Сервия-Велвендос (Σερβίων-Βελβεντού), к которой присоединены упразднённые общины Сервия, Велвендос, Камвуния и Ливадерон. В 2019 году (ΦΕΚ 43Α) вновь созданы общины Сервия и Велвендос.